# Сборная США по мини-футболу
Национальная сборная США по мини-футболу представляет Соединённые Штаты Америки на международных соревнованиях по мини-футболу. В конце 80-х и начале 90-х годов считалась одной из сильнейших сборных мира. На чемпионате мира 1989 года американцы заняли третье место, а 1992 года — второе. Затем их результаты ухудшились, и следующие достижения пришли лишь с созданием чемпионата КОНКАКАФ, в котором сборная США одерживала победы в 1996 и 2004 годах.

## Турнирные достижения

### Чемпионат мира по мини-футболу
- 1989 —
- 1992 —
- 1996 — 1-й раунд
- 2000 — не квалифицировалась
- 2004 — 2-й раунд
- 2008 — 1-й раунд
- 2012 — не квалифицировалась
- 2016 — не квалифицировалась
- 2021 — 1-й раунд

### Чемпионат КОНКАКАФ по мини-футболу
- 1996 —
- 2000 —
- 2004 —
- 2008 —
- 2012 — Групповой этап
- 2016 — не квалифицировалась